# Carmen
Carmen (Carmencita) je francuska opera Georges Bizeta nastala 1875. godine. Libreto su napisali Henri Meilhac i Ludovic Halévy prema noveli Prospera Merimeea 'Carmen'. Opera traje 2 sata i 45 minuta, a podijeljena je u 4 čina. Radnja se događa u Španjolskoj, u gradu Sevilli i okolnim planinama, oko 1820. godine za vrijeme koride. Prati dio života i ljubavnih nedaća lijepe djevojke Carmen.  

## O operi
Carmen je jedna od deset najpopularnijih opera na svijetu. Prva njezina izvedba doživjela je enorman neuspjeh jer je publika na pozornici željela gledati likove s kojima se može poistovjetiti. Carmen opisuje potpuno drugačiji svijet: radnike u tvornici, krijumčare, gubitnike. U ovoj opasnoj priči likovi otvoreno pokazuju strastvenu, slijepu ljubav, ljubomoru, prkos i ljutnju. Opera je bila zahtjevnija za izvođenje nego mnoge dotadašnje. Od zborskih se pjevača tražilo da puše, svađaju se i istinski glume. Orkestralni izvođači tvrdili su kako neke dijelove ne mogu svirati jer su preteški. U očaju su zbor i orkestar zaprijetili štrajkom. Unatoč svemu, opera se nastavila izvoditi sve češće. Prekrasna glazba i temperamentni ritam španjolskog folklora i danas u jednakoj mjeri oduševljavaju publiku.

## Lica
- Carmen, ciganka (alt ili mezzosopran)
- Don José, vojnik (tenor)
- Escamillo, toreador (bas ili bariton)
- Micaëla (sopran)
- Zuniga, kapetan (bas)
- Frasquita (sopran)
- Mercédès (mezzosopran)

## Radnja

### Prvi čin
Radnice u tvornici cigareta izlaze na trg u Sevilli u vrijeme odmora i zabavljaju vojnike i mladiće iz susjedne vojarne. Najizazovnija je Carmen, lijepa ciganka prevrtljive naravi. Ona pjeva pjesmu o ljubavi i dobacuje cvijet ravnodušnom Don Joseu ne bi li izazvala njegovu pažnju. On odlazi u vojarnu i sastaje se s Michaelom, djevojkom iz njegovog rodnog sela koja mu donosi majčino pismo u kojemu mu ona savjetuje da se oženi Michaelom. Michaela odlazi, a u tvornici nastaje gužva jer je u svađi Carmen ranila jednu radnicu nožem. Po naređenju kapetana Zunige, Don Jose je odvodi u zatvor. U zatvoru Carmen zavodi Don Josea i obaćaje mu svoju ljubav, a on nemoćan pred njenim čarima, pomaže joj u bijegu iz zatvora ne mareći za zatvorsku kaznu koju zbog toga očekuje.

### Drugi čin
U krčmi, na bedemima Seville, Carmen i njezine prijateljice Mercedes i Frasquita, zabavljaju goste, među kojima su toreador Escamillo i kapetan Zuniga. Nakon zabave, krčma se isprazni i pristižu krijumčari koji razgovaraju o svojim planovima za noćašnji pothvat. Carmen odbija sudjelovati, jer se, dirnuta njegovom požrtvovnošću, zaljubila u Don Josea. Dolazi Don Jose te Carmen i on ostaju sami. Njemu u čast Carmen pleše ples s kastanjetama. Usred njezina plesa začuje se truba- poziv vojnicima da se vrate u vojarnu. Carmen ga zadržava i izaziva da ostankom dokaže svoju ljubav. Don Jose je želi uvjeriti u svoju ljubav i pokazuje osušeni cvijet koji čuva još od njihova prvog susreta. Vraća se kapetan Zuniga u nadi da će zavesti Carmen, a Don Jose ga, slijep od ljubomore, napada. Više se ne može vratiti u vojsku već kao dezerter pridružuje krijumčarima.

### Treći čin
U planinskom kraju okupljaju se krijumčari, a s njima su Don Jose i Carmen koji su neprestano u svađi. Don Jose osjeća da ga Carmen više ne voli, ali je zbog prevelike ljubavi ne želi izgubiti. Don Jose čuva stražu dok krijumčari odlaze u novi pothvat. Planinskim putevima luta Michaela, odlučna pronaći Don Josea i boriti se za povrat njegove ljubavi i spas. Sluteći buduću ljubav, Escamillo dolazi posjetiti Carmen i to izaziva Don Joseov bijes izazivajući tučnjavu u kojoj pokuša nožem ubiti toreadora, ali ih Carmen i krijumčari uspiju razdvojiti. Toreador poziva Carmen na sljedeću borbu s bikovima, u Sevilli i odlazi. Dolazi Michaela i moli Don Josea da posjeti majku, koja je prema njenim riječima, na samrti. Prijeteći Carmen da će se ponovno vratiti, oni odlaze.

### Četvrti čin
Ispred arene za borbu s bikovima vlada velika gužva i uzbuđenje. Okruženi oduševljenim mnoštvom, prolaze borci s bikovima i njihovi pomagači. Na kraju povorke je zvijezda svečanosti- Escamillo, a uz njega sretna i zaljubljena Carmen. Oni se nježno opraštaju prije toreadorovog odlaska u arenu. Carmen ostaje sama na praznome trgu iako su joj prijateljice javile da su u mnoštvu vidjele Don Josea. On izlazi pred nju u očajanju je moleći da ode s njim. Carmen ga odbija jer ga više ne voli. Iz arene se čuje pjesma i Carmen želi vidjeti Escamillovu pobjedu. Don Jose je ne pušta, a ona u bijesu baca njegov prsten. Don Jose poteže nož i ubija Carmen. Dok mnoštvo slavi i viče, Carmen krvari nasred trga, a on plače nad svojom mrtvom ljubavi.

## Poznate arije
- Uvertira, sastoji se od dijelova arija i ostalih brojeva u operi
- Habanera (arija Carmen), pjeva se u prvom činu